# 英國選舉
英國選舉可分為五種類型，分別為下議院選舉（俗稱「英國大選」）、構成國議會選舉、地方議會選舉、英格蘭市長選舉和警察及犯罪事務專員選舉。目前，選舉制度上有四種投票方式：單議席單票制、多議席多票制、可轉移單票制及附帶席位制。
按照傳統，所有選舉均在星期四舉行，而民間通稱該日為選舉日。任何選舉均由地方政府進行投票及點票安排，並管理當地的選民登記冊；選舉委員會則負責制定選舉規例及統籌全國性事宜（例如，政黨登記、全國性公投等），並監督各地選舉主任的工作。

## 選民資格
在英國，任何人須符合以下條件方可登記為選民：
- 投票當日年滿18歲

- 持有英國國民（除受英國保護人士）、愛爾蘭公民、英聯邦國家公民身份
- 不是上議院議員

在蘇格蘭及威爾斯，凡持有居留權的人士亦符合選民資格；此外，當地年滿16歲的人士亦可在該國議會或地方議會的選舉中投票。
在海外居住的英國國民或愛爾蘭公民，只要曾經在任何國會選區登記為選民，可以申請為下議院選舉的海外選民，在該選區投票。

## 政黨
英国选举是以政党为基础进行的，在2005年以前，英国选举是两党制，其中最高的得票者当选。但二战之后，小党派也开始逐渐占据较多的席位。2005年大选中自由民主党赢下646个席位中的62个，使得英国议会出现“两个半”（two and a half）政党制的趋势。
被选举人需要获得至少10个选民提名，并支付500镑押金（获得超过5%的投票后可退还）。候选人由政党自行挑选。据《1998年政党登记法》（Registration of Political Parties Act 1998），候选人还需要得到其所属党派“提名官”（nominating officer）认可。